# أوين كويل
أوين كويل (Owen Coyle) (14 يوليو 1966 في المملكة المتحدة – )؛ هو لاعب كرة قدم كان يلعب كمهاجم. يلعب مع منتخب جمهورية أيرلندا لكرة القدم منذ عام 1994.

## وصلات خارجية
- أوين كويل على موقع IMDb (الإنجليزية)
- أوين كويل على موقع قاعدة بيانات كرة القدم.إي يو (الإنجليزية)
- أوين كويل على موقع ناشيونال فوتبول تيمز (الإنجليزية)
- أوين كويل على موقع Soccerbase.com (لاعب) (الإنجليزية)
- أوين كويل على موقع Soccerbase.com (مدرب) (الإنجليزية)
- أوين كويل على موقع عالم كرة القدم.نت (الإنجليزية)